# (7243) 1990 VV3
1990 في في 3 (ويعرف أيضًا باسم (7243) 1990 في في 3 وفق تسمية الكوكب الصغير) (بالإنجليزية: 1990 VV3)‏ هو كويكب ضمن حزام الكويكبات؛ وترتيبه 7243 من حيث الاكتشاف.
اكتُشف هذا الجُرم الفلكي بواسطة هيروشي كانيدا في 12 نوفمبر 1990.

## وصلات خارجية
- (7243) 1990 VV3 في قاعدة بيانات مختبر الدفع النفاث لأجرام النظام الشمسي الصغيرة

- الاكتشاف · مخطط المدار ·  العناصر المدارية · المعلمات المادية

- (7243) 1990 VV3 على موقع ويكي سكاي: DSS2, SDSS, GALEX, IRAS, Hydrogen α, X-Ray, Astrophoto, Sky Map, Articles and images